# أكاديمية الاحتراف لعلوم الطيران
تعتبر أكاديمية الاحتراف لعلوم الطيران من الاكاديميات التخصصية التي تعنى بتقديم برامج تدريبية فنية ومعتمدة من جهات عالمية في مجال هندسة الطيران لقطاع الطيران المدني والعسكري.
لقد مرت أكاديمية الإحتراف خلال الأعوام الماضية بمراحل تطور يشار لها بالبنان إلى ان تم تشييد هذا الصرح الأكاديمي المقام على مساحة 15000م وفق أحدث نظم البناء العالمية غرب مطار الملك خالد الدولي.
وتنفرد الأكاديمية بأنها المؤسسة التدريبية الأولى والوحيدة في المملكة العربية السعودية التي جرى اعتمادها وترخيصها من قبل المؤسسة العامة للتدريب التقني والمهني TVTC لتقديم تدريب فني عسكري مميز، كما أنها مُعتمدة من قبل وزارة التعليم ومعترف بها من وزارة الدفاع في المملكة العربية السعودية.

## الرؤية
تعد الأكاديمية إحدى الشركات التابعة لمجموعة محورين الدولية ومن أكبر اكاديميات التعليم والتدريب الإداري والمهني والتقني في المملكة العربية السعودية.
تم إبرام العديد من اتفاقيات التعاون مع مؤسسات تعليمية وجامعات متميزة في كل من بريطانيا والولايات المتحدة الأمريكية لاستقطاب وتقديم أحدث البرامج التدريبية في مختلف التخصصات العلمية والعملية باستخدام نظريات التعلم الحديث. وبهذا يتسنى لنا بالتعاون مع شركائنا وبالاعتماد على كوادرنا توفير الحلول التعليمية والتدريبية التي من شأنها ان تسهم في رفع الكفاءة العملية والعلمية وإيجاد آليه فعالة تستهدف النجاح لمختلف شرائح القطاعات الحكومية والخاصة.
الطموح الجاد والهادف لإيجاد اكاديمية رائدة في مجال التعليم والتدريب للمساهمة في تلبية الاحتياجات التعليمية والتدريبية وتقديم ما يمكن تقديمة لخدمة هذا الوطن وأبنائه من الجنسين.